# Латвійська федерація плавання
Латвійська федерація плавання (латис. Latvijas Peldēšanas federācij) є провідною організацією, відповідальною за проведення змагань з плавання в Латвії. З вересня 2024 року президентом федерації є Альона Фокіна.
Організація була заснована в 1991 році, відновивши діяльність Латвійської федерації плавання, заснованої в 1931 році і закритої в 1940 році.
Федерація представляє такі види спорту: плавання, плавання на відкритій воді, синхронне плавання (наразі заняття не проводяться), водне поло (створено окрему федерацію, яка є членом LPF), стрибки у воду.